# Derovatellus duplex
Derovatellus duplex är en skalbaggsart som beskrevs av Guignot 1956. Derovatellus duplex ingår i släktet Derovatellus och familjen dykare. Inga underarter finns listade i Catalogue of Life.